# Euphorbia leucophylla
Euphorbia leucophylla är en törelväxtart som beskrevs av George Bentham. Euphorbia leucophylla ingår i släktet törlar, och familjen törelväxter. Inga underarter finns listade i Catalogue of Life.